# Mythimna ferrago
Espèce
Mythimna ferrago, la Noctuelle lythargyrée, est une espèce d'insectes lépidoptères, un papillon nocturne de la famille des Noctuidae, de la sous-famille des Hadeninae et du genre Mythimna.
Synonyme :
- Aletia ferrago (Fabricius, 1787)